# Železniční nehoda v Roudné
Železniční nehoda v Roudné byla srážka rychlíku a stojícího nákladního vlaku v železniční stanici Roudná na trati Praha – České Budějovice, která se udála 10. února 1989 ve 21.30 hodin.

## Havárie
Ve čtvrtek v 21.30 hodin narazil v železniční stanici Roudná rychlík číslo 537 ve směru z Prahy do Českých Budějovic do stojícího nákladního vlaku, který směřoval opačným směrem.
Bylo zraněno 6 osob lehce a 4 těžce. Obě lokomotivy a tři vozy byly značně poškozeny, škoda byla vyčíslena na 1,5 mil. korun.

## Vyšetřování
Nehodu způsobila nepozornost výpravčího, který pustil rychlík číslo 537 na kolej obsazenou nákladním vlakem.